# Giuliano Cameroni
Giuliano Cameroni (* 11. Mai 1997 in Montagnola, Schweiz) ist ein Schweizer Boulderer und Sportkletterer. Er hat mehrere Boulder im Schwierigkeitsgrad 8C+ sowie Sportkletterrouten im Grad 9a geklettert.

## Leben
Giuliano Cameroni wuchs in einer Kletterfamilie auf und begann mit sechs Jahren zu bouldern. Seine Mutter Paola Cameroni-Moretti kletterte als eine der ersten Schweizerinnen eine 8a-Route. Sein Vater Claudio Cameroni ist vor allem für das Verfassen von Boulderführern zu Cresciano, Chironico, Gotthardpass und Val Verzasca bekannt. Bereits mit sechs Jahren kletterte Giuliano Cameroni Boulder in den Schwierigkeitsgraden 6B+. Mit zehn Jahren gelang ihm der erste Boulder im Schwierigkeitsgrad 8A.
Zwischen 2011 und 2017 nahm Cameroni an Boulder-Wettkämpfen teil. 2013 wurde er Erster am Bächli Swiss Cup in Genf. 2014 wurde er an der Boulder-Schweizermeisterschaft Vierter. Sein erster und einziger Weltcup fand 2017 in Meiringen statt, wo er den 97. Platz belegte. Seitdem konzentriert er sich auf das Bouldern und Klettern draussen am Fels. Dabei kehrte er dem Hallenklettern den Rücken zu und klettert und trainiert heute fast ausschliesslich draussen am Fels.
Cameroni zeigt vor allem Erfolge im Bouldern. 2015 kletterte er 17-jährig den Boulder-Klassiker Dreamtime (8C). Mit Poison the Well gelang ihm 2019 sein erster Boulder im Schwierigkeitsgrad 8C+.

## Erfolge (Auswahl)

### Boulder
8C+/V16
- Off the Wagon sit – Val Bavona, Schweiz – 13. April 2021
- Ephyra – Chironico, Schweiz – 16. März 2021
- REM – Cresciano, Schweiz – 22. Februar 2019 – Erstbegehung
- Poison the Well – Brione, Schweiz – 12. Februar 2019 – Erstbegehung

8C/V15
- Hazel Grace – Gotthardpass, Schweiz – 28. Juni 2021
- La force tranquille – Magic Wood, Schweiz – 19. Juni 2021
- La Rustica – Val Bavona, Schweiz – 19. April 2021
- Power of Now – Magic Wood, Schweiz – 2. Juli 2020 – Erstbegehung
- The Finnish Line – Rocklands, Südafrika – 5. September 2019
- Blade Runner – Rocky-Mountain-Nationalpark, USA – 15. Juni 2019 – Erstbegehung
- The smile – Rocklands, Südafrika – 15. Juli 2018 – Erstbegehung
- Der mit dem Fels tanzt – Cresciano, Schweiz – 7. Februar 2017
- Dreamtime – Cresciano, Schweiz – 6. Januar 2015
- The Story Of 2 Worlds – Cresciano, Schweiz – 9. Februar 2014

### Sportkletterrouten
9a/5.14d
- Baba Yaga – Val Bavona, Schweiz – 10. November 2020 – Erstbegehung
- Legacy – Rocklands, Südafrika – 11. September 2019 – Erstbegehung

8c+/5.14c
- Mojo rising – Val Bavona, Schweiz – 12. März 2020 – Erstbegehung